# Tureborgen

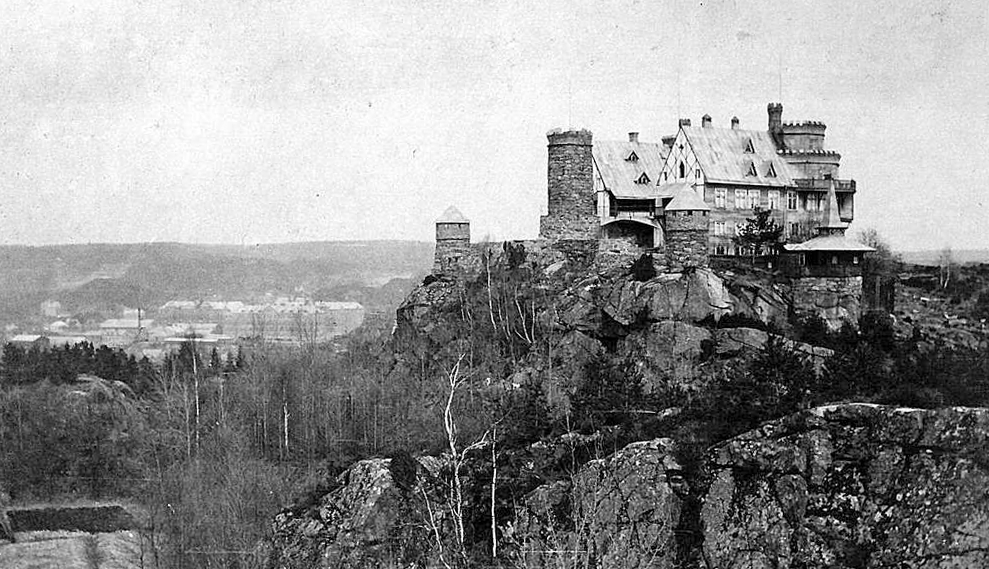
Tureborgen, ca. 1910–1925.

Tureborgen (eller Tureborg) är en ruin belägen i sydöstra Uddevalla. Vid sin plats på en bergshöjd blickar ruinen ut över en stadsdel uppkallad efter den, Tureborg. Byggnaden är närmast att likna vid en riddarborg och byggdes i nationalromantisk stil under det sena 1800-talet och tidiga 1900-talet.
Efter att länge ha varit en populär besöksplats ödelades Tureborgen av en brand på 1950-talet. Ruinen har även i årtiondena efter detta bevarat sin dragningskraft, och är ännu en av Uddevalla kommuns mest kända sevärdheter.

## Historia
Tureborgen byggdes av Ture Malmgren (1851–1922), excentriker, lokalpolitiker och grundare av tidningen Bohusläningen. Malmgren verkar ha inspirerats till detta av sin ungdoms resor i Tyskland, där han såg landets många medeltida borgar och slott. Byggandet började 1899 och fortsatte till ungefär 1912, även om det verkar som om byggnaden aldrig blev riktigt färdig. En invigningsceremoni hölls för bland andra inbjudna journalister från Göteborg vid pingsten 1911. Byggnaden, som den imitation av medeltida byggnadskonst den var, bestod av bland annat ungefär fyrtio olika rum, en stor riddarsal med grova stenpelare, flera torn, balkonger, och höga stenmurar. Bland rummen fanns ett i "beduin-stil", en kägelbana, ett musikrum med tre pianon, och flera konstrum med verk av bland andra målaren Anders Zorn. I typisk Malmgrensk stil så fanns även en lönngång, som öppnades med en knapp dold i träpanelen.
Inga ordentliga ritningar användes någonsin för att bygga borgen – det mesta av strukturen improviserades, huvudsakligen baserat på vykort föreställande Rhendalens många slott, med hjälp av Malmgrens nära vän byggmästaren J. A. Widén. Trots Malmgrens stora förmögenhet var byggprojektet en stor utgift, och för att minska kostnaderna köptes billigt material in genom att köpa upp och riva gamla timmerhus inne i Uddevalla.
När Tureborgen färdigställts höll Malmgren många gästabud inspirerade av tidens nationalromantik, med bland annat helstekta grisar och mjöd i trästop. Under sina sista sex levnadsår var han oförmögen att ta sig till borgen, utan fick beundra den på avstånd från Villa Elfkullen. Efter hans bortgång 1922 satte hans änka Hilma aldrig sin fot i Tureborgen igen, utan stannade i parets hem vid berghöjdens fot. Borgen förföll sakta under de kommande årtiondena. 1942 köptes marken av August Löfgren, som styckade av den i mindre tomter. Anläggningen såldes dock aldrig. Flera möjliga köpare kom och gick, bland dem två affärsmän vilkas avsikt att bosätta sig i borgen avstyrdes av deras fruar, Sveriges Författareförening som ville nedmontera borgen och flytta den till Stockholms skärgård, samt en kommunistisk organisation i Uddevalla. Under det andra världskriget förlades inkallade beredskapssoldater i borgen. Förfallet, kombinerat med vandalism, ledde till slut till att byggmästaren Kjell Stolt köpte borgen för att riva den och återanvända timret. Innan han kunde göra detta sattes Tureborgen i lågor natten den 26 november 1950, och brann ned till grunden.
Under 2000-talet är ruinen än idag en av Uddevallas viktigaste sevärdheter. Trots detta har den endast oregelbundet skötts om, vilket lett till övervuxen vegetation, skadegörelse, nedskräpning och allmänt förfall. I september 2014 togs initiativ av det nybildade Sällskapet Tureborgen för att sköta om borgen. Den 22 september påbörjades den första skötseln, med bland annat mindre reparationer och slyrensning.

## Galleri

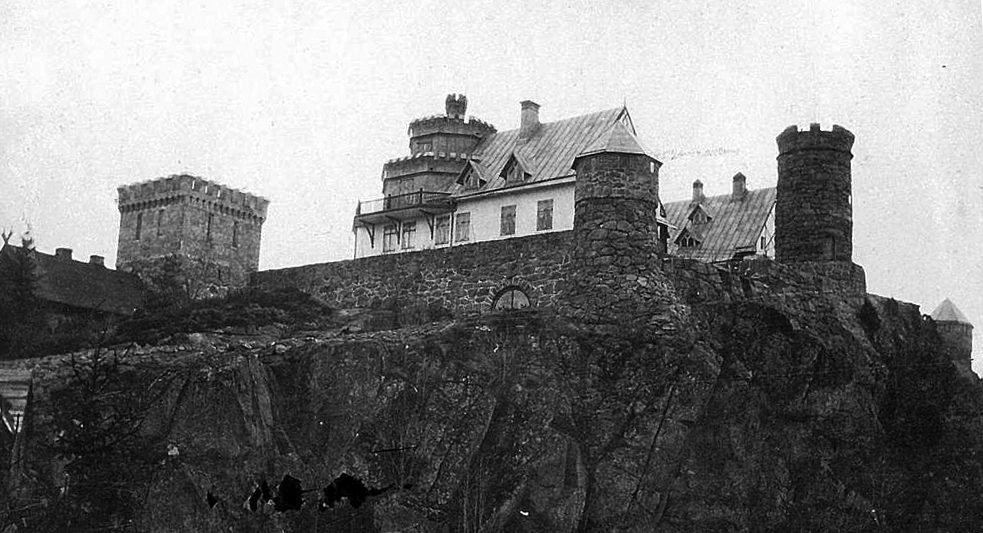
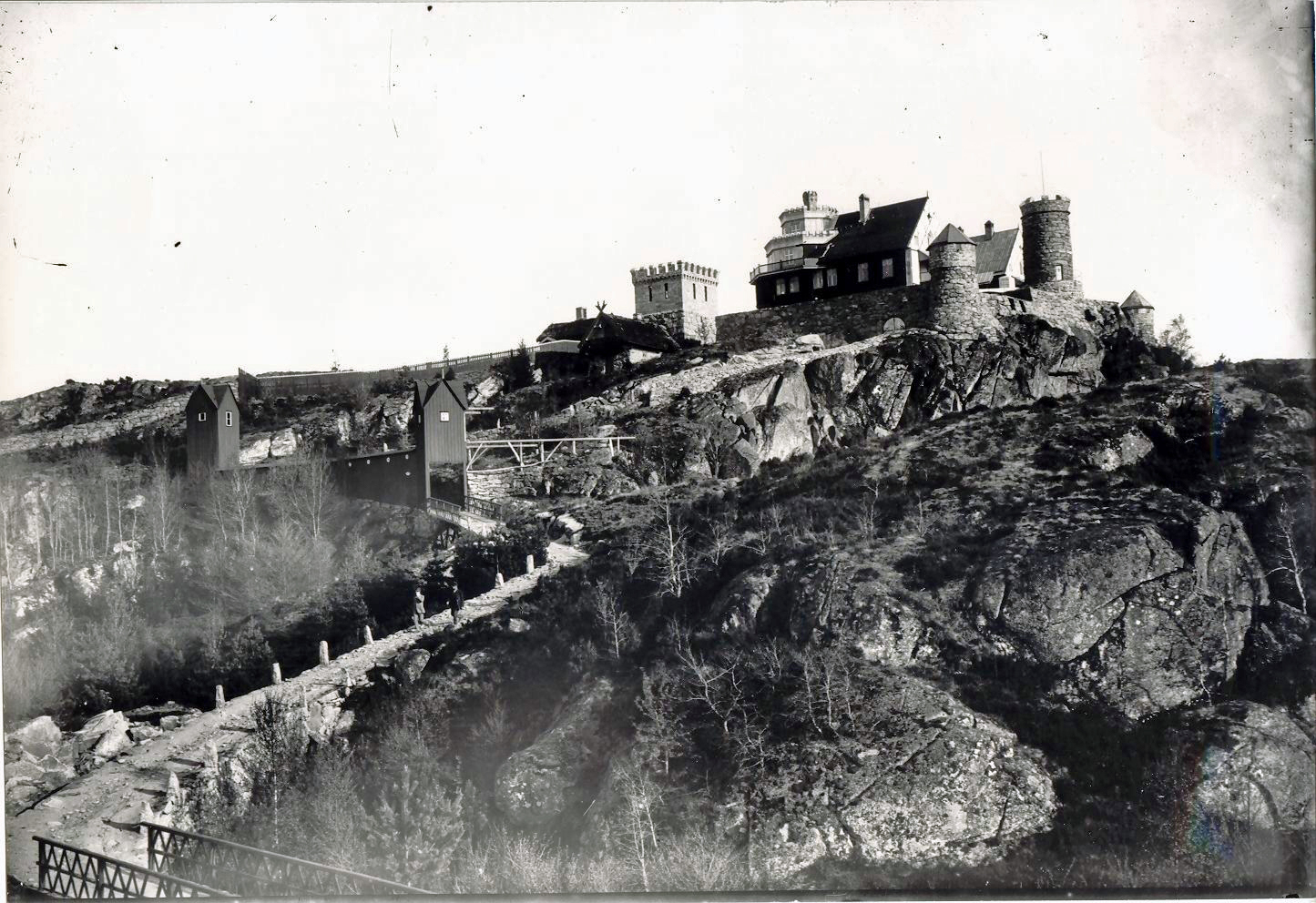
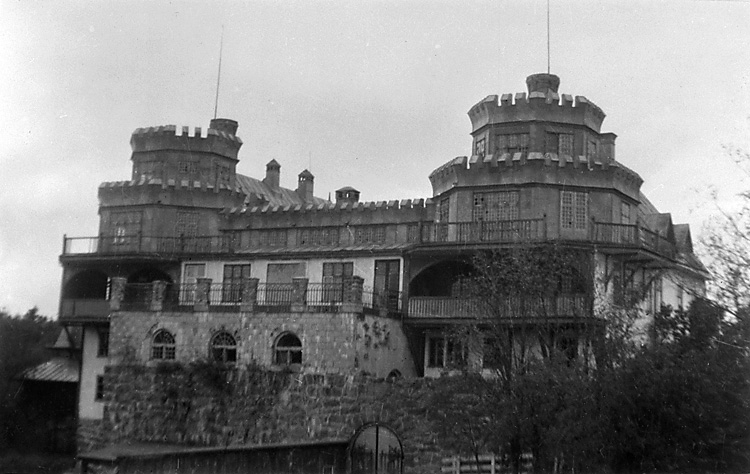
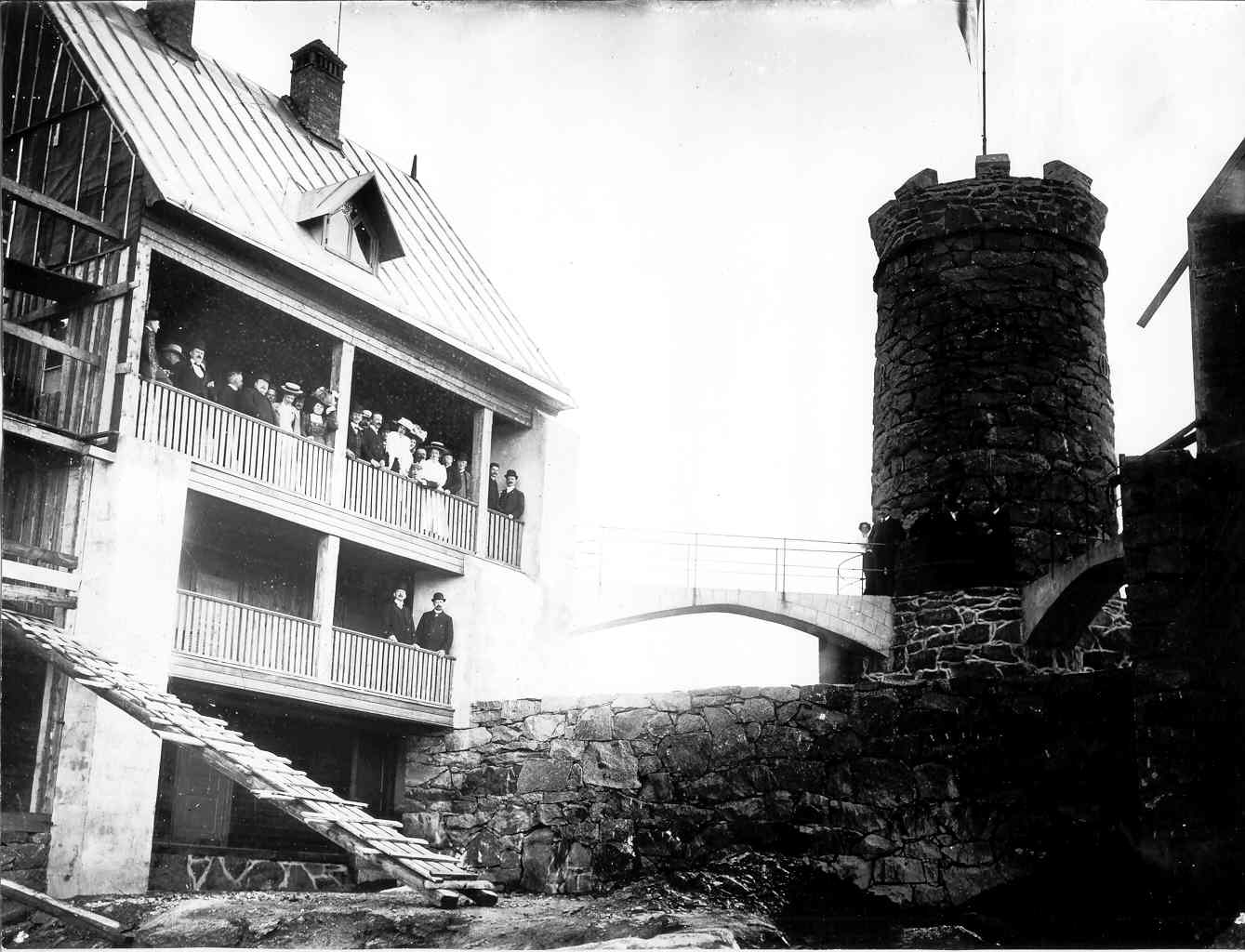
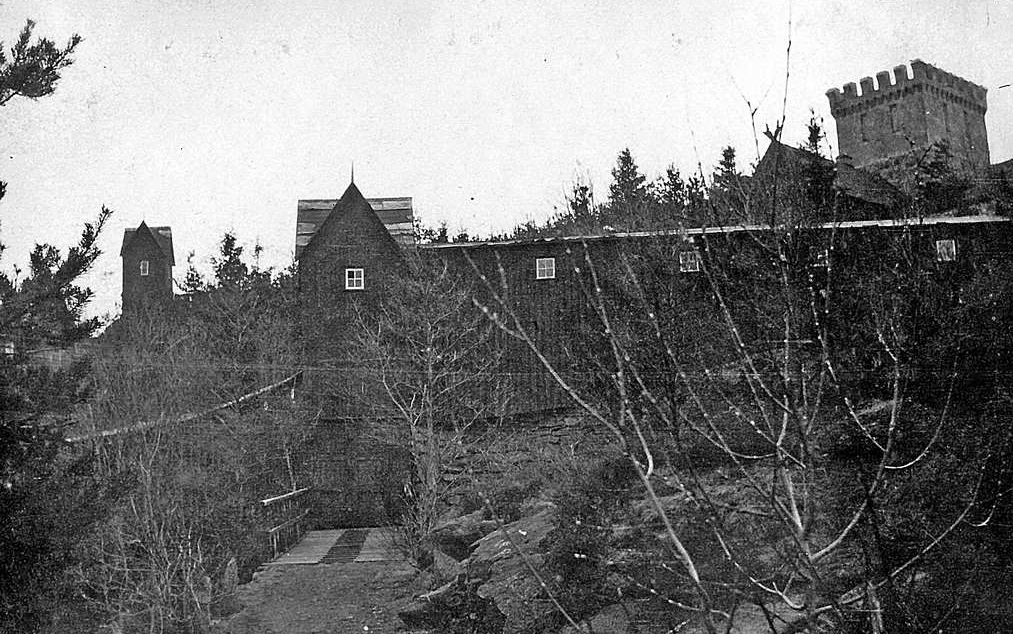
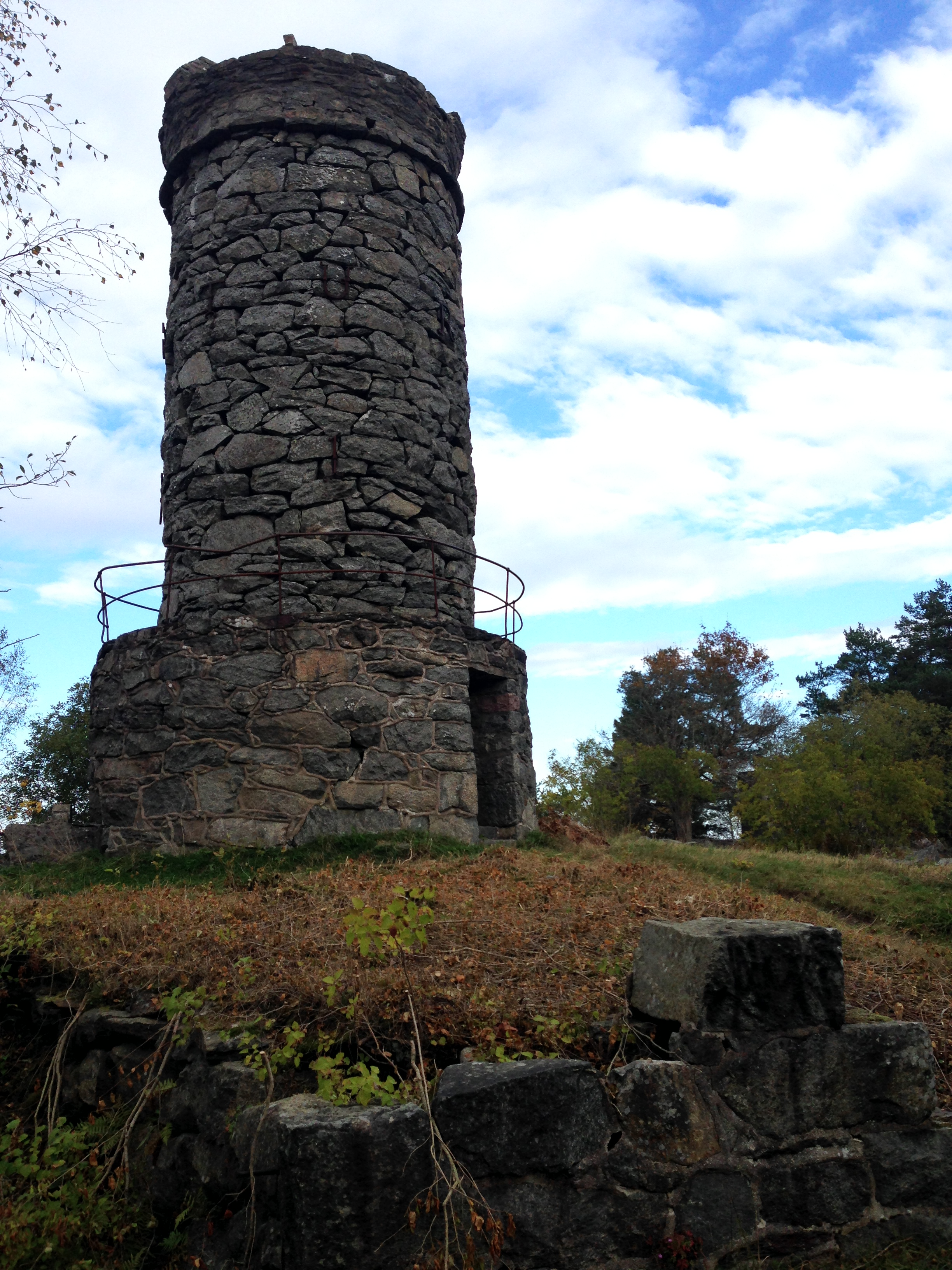
2014
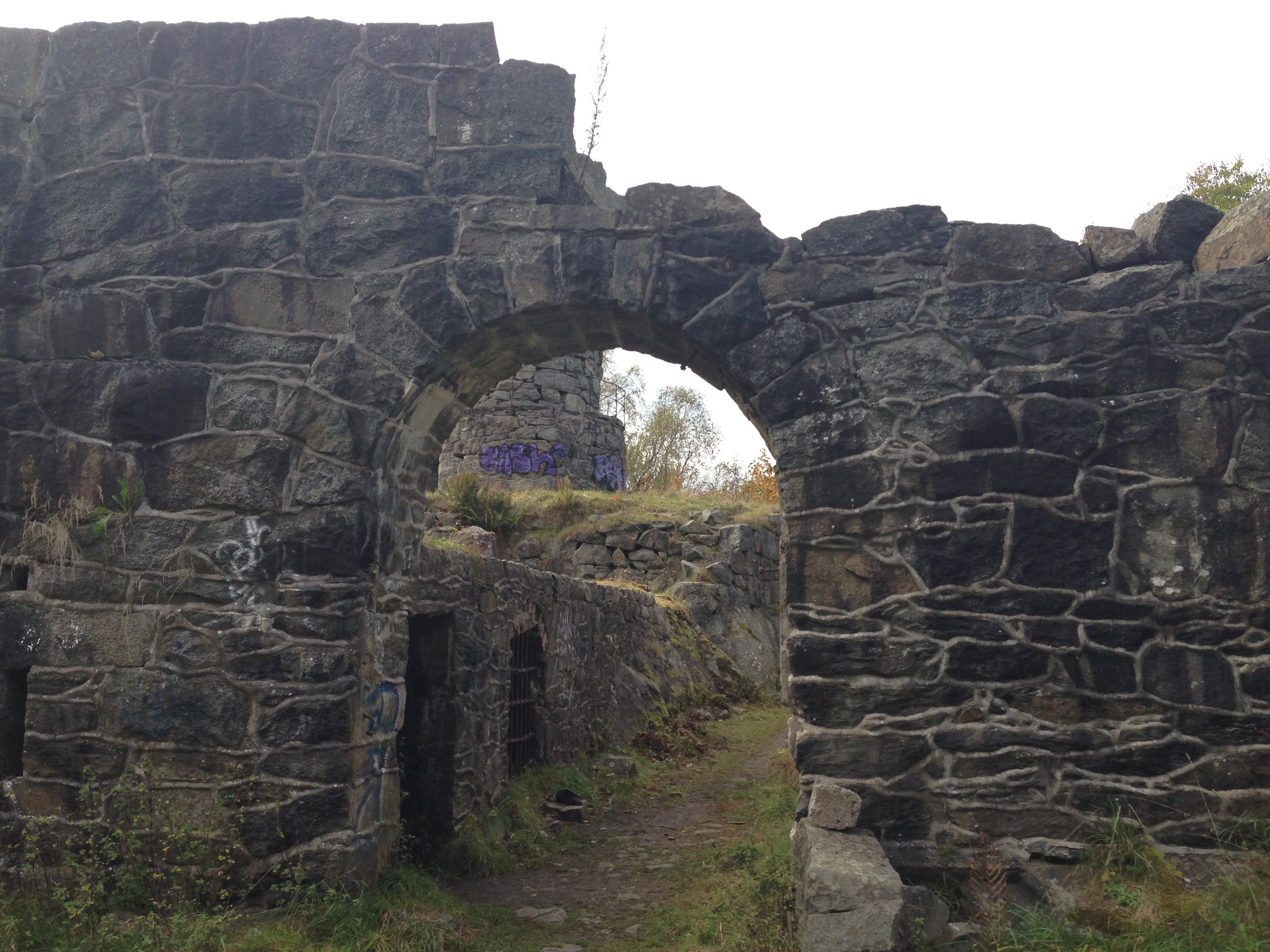
2014